# Wocker
Die Wocker ist ein rechter Nebenfluss der Elde im Südwesten Mecklenburg-Vorpommerns.

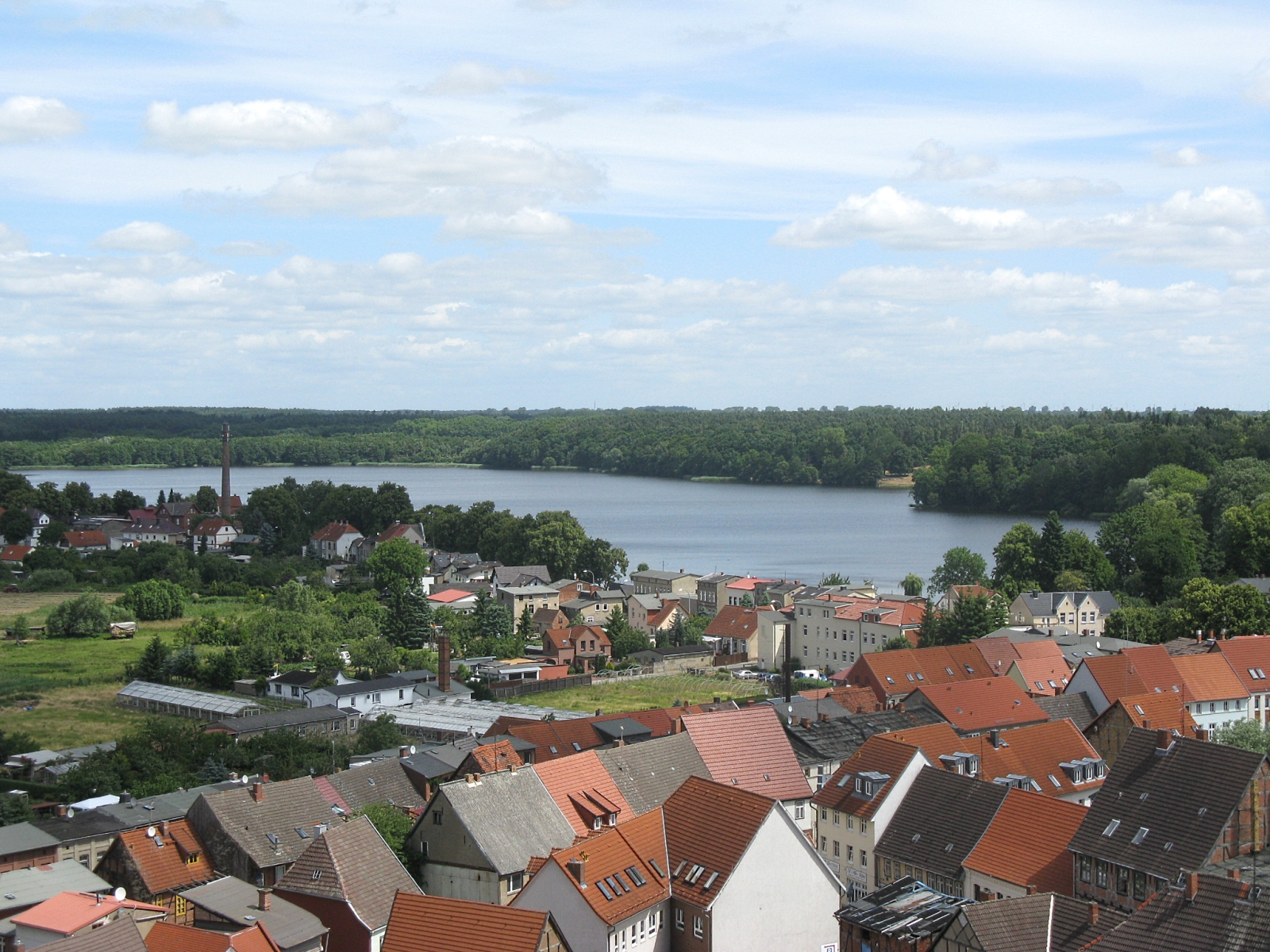
Wockersee in Parchim

Das Fließgewässer hat seinen Ursprung im zum Naturschutzgebiet Großes Moor bei Darze gehörenden Granziner Torfmoor auf dem Gemeindegebiet von Granzin etwa 7,5 Kilometer nordöstlich von Parchim. In diesem Feuchtgebiet münden mehrere Entwässerungsgräben ein. Die Wocker verläuft von dort aus in südwestlicher Richtung durch den Ort Darze, anschließend durch ein größeres Nadelwaldgebiet, wo ein langgestreckter Karpfenteich gespeist wird. Schon im Parchimer Stadtgebiet wird der kleine Fluss an der Markower Mühle in einem Mühlenteich aufgestaut. An seinem Nordufer erreicht die Wocker den Wockersee, der nach Süden hin durchflossen wird. Laut Kartierung des Landesamtes für Umwelt, Naturschutz und Geologie Mecklenburg-Vorpommern (LUNG) mündet der Fluss in der Innenstadt Parchims in einen Seitenarm der Elde. Eine andere Quelle sieht den als Papiermachergraben benannten Wasserlauf vom See bis in den Seitenarm nicht mehr als einen Abschnitt der Wocker an.
In ihrem Verlauf überwindet die Wocker einen Höhenunterschied von etwa 17 Metern.

## Bauwerke
Zu den sehenswerten Bauwerken am Verlauf der Wocker zählt das denkmalgeschützte Fischhaus in Voigtsdorf. Das hölzerne Obergeschoss mit Spitzdach überragt das in Backstein ausgeführte Erdgeschoss. In dem Gebäude wurde früher in mehreren Becken das Wasser der Wocker aufgestaut und Fischzucht betrieben.

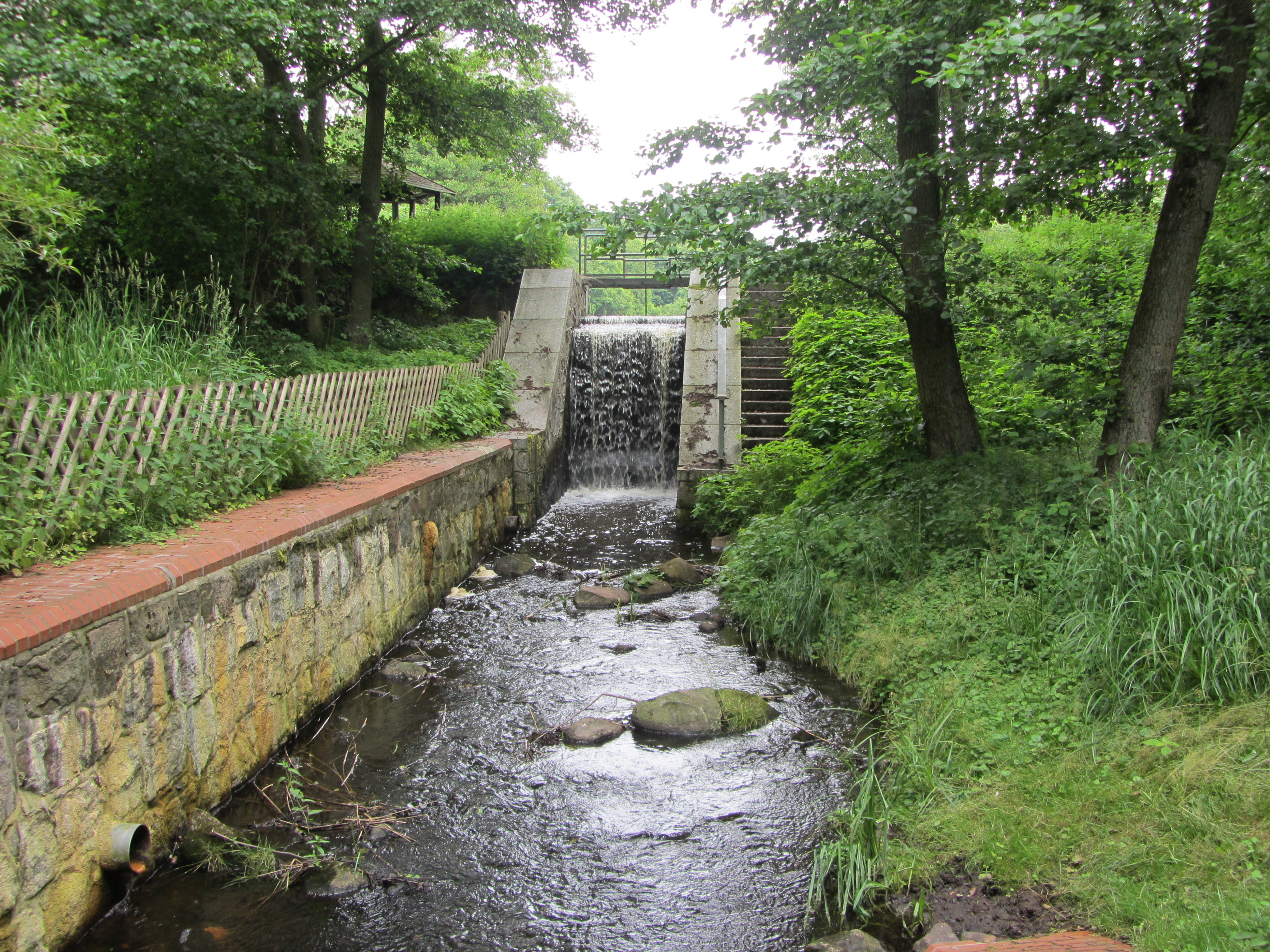
Wehr an der Markower Mühle

Weiter flussabwärts lag die in Aufzeichnungen bereits 1342 erwähnte Markower Mühle, in der unter Ausnutzung der Wasserkraft Korn gemahlen wurde. Das Mühlengebäude brannte in den 1920er Jahren ab. Ein begonnener Wiederaufbau der Mühle kam nicht zur Vollendung. Vom Mühlenbetrieb zeugt noch heute der aufgestaute Mühlenteich mit einem kleinen Wasserfall am Ablauf. Auf dem Mühlengelände errichtete der Schriftsteller Friedrich Griese 1935 sein Rethus genanntes Wohnhaus, in dem er bis zu seiner Verhaftung am 22. Juni 1945 lebte. Nach dem Abzug einer russischen Felddivision, die Grieses Haus zunächst unter Schutz gestellt hatte, begannen in der Markower Mühle Plünderungen durch Deutsche. Auf Betreiben des Parchimer Kulturdezernenten Adolf Lentze und Anordnung des Bürgermeisters der Stadt Parchim wurden Grieses Bibliothek, Möbel und andere Einrichtung abtransportiert. Heute dient das Haus, das Griese der Stadt Parchim mit Schreiben vom 1. März 1975 zum Geschenk gemacht hat, als Kinderkurheim und trägt den Namen Friedrich Grieses.